# Polypedilum branquinho
Polypedilum branquinho är en tvåvingeart som beskrevs av Bidawid 1996. Polypedilum branquinho ingår i släktet Polypedilum och familjen fjädermyggor. Inga underarter finns listade i Catalogue of Life.